# 三熊野詣
『三熊野詣』（みくまのもうで）は、三島由紀夫の短編小説。全6章から成る。 歌人で国文学博士の老教授と、先生を崇拝する弟子の寡婦が熊野詣に旅する物語。亡き初恋の人の名前を象る三つの櫛を熊野三山の内庭に埋める先生に同道しながら、様々な想いが錯綜する静かな女の心理と、彼女を証人にして自らの物語を創造しようとする孤独な人間の姿が、黄泉の国と浄土感が一体化された荘厳な熊野の風景を背景に描かれている。民俗学者の折口信夫をモデルにした作品である。
1965年（昭和40年）、雑誌『新潮』1月号に掲載され、同年7月30日に新潮社より単行本刊行された。同書には他に3編の短編が収録されている。文庫版は新潮文庫の『殉教』で刊行されている。翻訳版は ジョン・ベスター訳（英題：Acts of Worship）をはじめ、イタリア（伊題：Atti di adorazione）、ポルトガル（葡題：Actos de adoração）で行われている。

## あらすじ
身寄りのない寡婦の常子は、名高い歌人で大学の国文学教授の藤宮先生にかしずいて、もう10年も身の回りの世話をし同居しているが、2人の間には色事は全くない。藤宮先生の研究は有名で崇拝者も多いが、先生の風采は上らず、目は眇で異常な潔癖症であった。それでも常子は巫女のように藤宮先生を尊敬し、月1回の恒例の歌会で、自分の歌を先生に批評していただけるのを楽しみに生きている。
ある日、常子は先生から、熊野への夏の旅のお供を仰せつかった。先生は熊野の出身だったが故郷の村には立寄ることはなかった。先生の旅をいつも見送る立場だった常子は晴れがましさでいっぱいだったが、なぜ自分を旅へ同行させるのか不思議だった。先生からは衣類についても指示はなかったが、ただ旅に持ってゆく本については指定があり、永福門院の家集を指定された。那智滝を見た後、藤宮先生は熊野那智大社の内庭で、「香」「代」「子」の文字のある3つの櫛を紫の袱紗から取り出し、「香」の櫛を土に埋めた。常子は生れてはじめて嫉妬を感じたが、それを手伝った。それまで楽しかった旅中での陽気な新しい常子は消え、元の地味な常子に戻った。先生から拝借した永福門院集を読み、常子は自分には歌を作る才も資格もないのを感じ、先生の前で涙を流した。
翌日も藤宮先生は、熊野速玉大社で「代」の櫛を埋め、熊野本宮大社で「子」の櫛を土に埋めた。「香代子」という人はきっとすでにこの世を去った美しい女人だろうと常子は想像し、もう嫉妬もなく寛容な気持だった。藤宮先生は櫛の由来を常子に打ち明けた。先生は郷里に香代子という恋人があったが、親に仲を割かれたまま香代子は病で死んだというものだった。香代子は三熊野詣に行くことを望んでいて、少年の先生は「僕が60歳になったら、きっと連れたる」と言っていたのだという。
あまりに美しすぎる話に、常子は女の直感でそれが、先生が自分の伝説を作ろうとしているのだと解った。常子は今自分が先生の伝説の証人にされていることを悟った。その美しい物語は全く先生に似合わなかったのだ。しかし常子はその物語を信じるふりをすることを固く決心した。同時に、常子には云わん方ない安堵が生れ、昨日の絶望が残る隈なく癒された。熊野の神霊によって解き放たれたように常子は晴れやかな気持になった。

## 登場人物
藤宮先生
60歳。独身。歌人。清明大学の国文科主任教授。文学博士。古今伝授の研究で有名。弟子や崇拝者の学生が沢山いる。風采は上らず、子供のときの怪我からなった眇の負い目で暗い陰湿な人柄。奇異な高いソプラノの声。ひどい撫で肩。髪は真黒に染めている。アメリカン・フットボールを、「汚れ蹴鞠」と呼んで諷刺的に歌に詠じる。学生への礼儀作法にやかましい。その業績に敬意を払わない他学部の学生には「化け先」と陰で嘲られる。好物は牛肉、イサキ、柿など。消毒用アルコールを染ませた脱脂綿を常に携帯するほどの潔癖症。家にテレビは置いてない。
常子
45歳。身寄りのない寡婦。藤宮先生の歌のお弟子。美しい女でも色気のある女でもなく、地味な性格で控え目。夫は結婚2年目で急死。もう10年も藤宮先生にかしずいて、本郷の先生の家に同居し食事や身辺の世話をしているが、男女関係はない。
野添助教授
30歳すぎ。藤宮先生の一番の高弟子。
藤宮先生の弟子や学生たち
時代ばなれした地味な服装。先生の真似をして扇子を持っている。
宿の番頭
藤宮先生と常子の借り切った小さな遊覧船に同乗。
熊野那智大社の宮司
藤宮先生とは懇意。

## 作品評価・研究
短編集『三熊野詣』について三島由紀夫は次のように自作解説している。
上記のようなこの時期の三島の心理状態について松本徹は、三島自ら「ライフワーク」と呼んでいた大作『豊饒の海』に取り掛かる直前の「屈折した気持」と、『鏡子の家』以降、強まっていた「根深い倦怠感」のなかにあったと解説している。また、この頃の三島が少年期を自分の黄金期と捉え、「二十歳で死ねばよかつた」と語っていることを挙げながら、その思いを三島が「酸え腐れた心情」とともに、小説に仕組んでいるとし、この三島の思いはライフワーク『豊饒の海』全4巻の基本的構想の一角を成すことになり、主人公がいずれも満20歳を前に命を終える設定となると解説している。
佐藤秀明は、三島が民俗学者の折口信夫をモデルにした『三熊野詣』を書いた同時期に、精神分析医を描いた『音楽』を書いていたことに触れ、そこには奥野健男が指摘したように、精神分析学への嫌悪と拒否が伴う屈折があったと解説し、1969年（昭和44年）に三島が発表した『日本文学小史』の第1回で論じていた文化史論の中の一節を取り上げている。
佐藤は、三島がこのように、民俗学や精神分析学の知の普遍主義によって個別の文化が排除されてしまい、「文化意志」を否定することになるのを憂慮していた文脈を引用しつつ、「『音楽』と『三熊野詣』を書くことで、三島は精神分析学と民俗学に接近しながら、そこから離れようとしている」と述べ、それらの作品を書いたことにより、文化意志を否定する文化論である精神分析学と民俗学に決着をつけ決別した三島は、映画『憂国』製作に向っていったと、その動向への心理を解説している。

## おもな収録刊行本

### 単行本
- 『三熊野詣』（新潮社、1965年7月30日） NCID BN09304837
  - 装幀：観世宗家所蔵意匠（函：紅白段市松御所車唐織。見返し：紅浅黄段亀甲籬小菊模様唐織）。204頁
  - 目次裏に「これらの唐織は“熊野”のシテの装束にも使用されている」と記す。
  - クロス装。貼函。紫色帯。あとがき：三島由紀夫
  - 収録作品：「三熊野詣」「月澹荘綺譚」「孔雀」「朝の純愛」
- 『獅子・孔雀』（新潮文庫、1971年1月25日）
  - カバー装幀：池田良二。解説：高橋睦郎
  - 収録作品：「軽王子と衣通姫」「殉教」「獅子」「毒薬の社会的効用について」「急停車」「スタア」「三熊野詣」「孔雀」「仲間」
  - ※ 三島生前に自選短篇集として予定されていたもの。
- 『殉教』（新潮文庫、1982年4月25日。改版2004年7月）
  - カバー装幀：池田良二。解説：高橋睦郎（上記「獅子・孔雀」を改題）
  - 収録作品：「軽王子と衣通姫」「殉教」「獅子」「毒薬の社会的効用について」「急停車」「スタア」「三熊野詣」「孔雀」「仲間」
    - ※2004年改版より、カバー改装：池田良二、新潮社装幀室。
- 文庫版『近代浪漫派文庫42 三島由紀夫』（新学社、2007年7月）
  - カバー装幀画：パウル・クレー。旧かな遣い
  - 収録作品：「十五歳詩集」「花ざかりの森」「橋づくし」「憂国」「三熊野詣」「卒塔婆小町」「太陽と鉄」「文化防衛論」
- 英文版『Acts of Worship: Seven Stories』（訳：ジョン・ベスター）（Kodansha International、1989年。HarperCollins Publishers Ltd、1991年6月）
  - 収録作品：雨のなかの噴水（Fountains in the Rain）、葡萄パン（Raisin Bread）、剣（Sword）、海と夕焼（Sea and Sunset）、煙草（Cigarette）、殉教（Martyrdom）、三熊野詣（Act of Worship）

### 音声資料
- 朗読CD『三熊野詣』（新潮社、2003年2月25日）
  - ケース装画：松島順子。装幀：新潮社装幀室
  - CD2枚（134分）。ライナーノート（作品解説：出口裕弘）
  - 朗読：小林勝也。演出：香西久。音楽：浦尾画三（トリトーン）

### 全集
- 『三島由紀夫全集17巻』〈第8回配本〉（新潮社、1973年12月25日）
  - 背革紙継ぎ装。貼函。帯。四六判。旧字・旧仮名遣い。
  - 装幀：杉山寧。口絵写真1頁1葉（著者肖像）あり。
  - 月報：松本道子「或る日の思い出」。佐伯彰一《評伝・三島由紀夫》8「二つの遺作（その7）」。虫明亜呂無《同時代評から》8「『英霊の声』『絹と明察』などをめぐって」
  - 収録作品：「剣」「絹と明察」「月澹荘綺譚」「三熊野詣」「孔雀」「朝の純愛」「仲間」「英霊の聲」「荒野より」「時計」「蘭陵王」
  - ※ 同一内容で豪華限定版（総革装。天金。緑革貼函。段ボール夫婦外函。A5変型版。本文2色刷）が1,000部あり。装幀：杉山寧
- 『三島由紀夫短篇全集』〈下巻〉（新潮社、1987年11月20日）
  - 布装。セット機械函。四六判。2段組。
  - 収録作品：「家庭裁判」から「蘭陵王」までの73篇。
- 『決定版 三島由紀夫全集20巻・短編6』（新潮社、2002年7月10日）
  - 貼函。布クロス装。丸背。箔押し2色。帯。四六判。旧字・旧仮名遣い。
  - 装幀：新潮社装幀室。装画：柄澤齊。口絵写真1頁1葉（著者肖像）あり
  - 月報：金子國義「優しく澄んだ眼差し」。出久根達郎「商人根性」。田中美代子《小説の創り方》20「精霊の来訪」
  - 収録作品：「憂国」「苺」「帽子の花」「魔法瓶」「月」「葡萄パン」「真珠」「自動車」「可哀さうなパパ」「雨のなかの噴水」「切符」「剣」「月澹荘綺譚」「三熊野詣」「孔雀」「朝の純愛」「仲間」「英霊の声」「荒野より」「時計」「蘭陵王」、参考作品21篇、異稿5篇、創作ノート

## 関連事項
- 折口信夫
- 熊野三山
- 永福門院